# In odium fidei

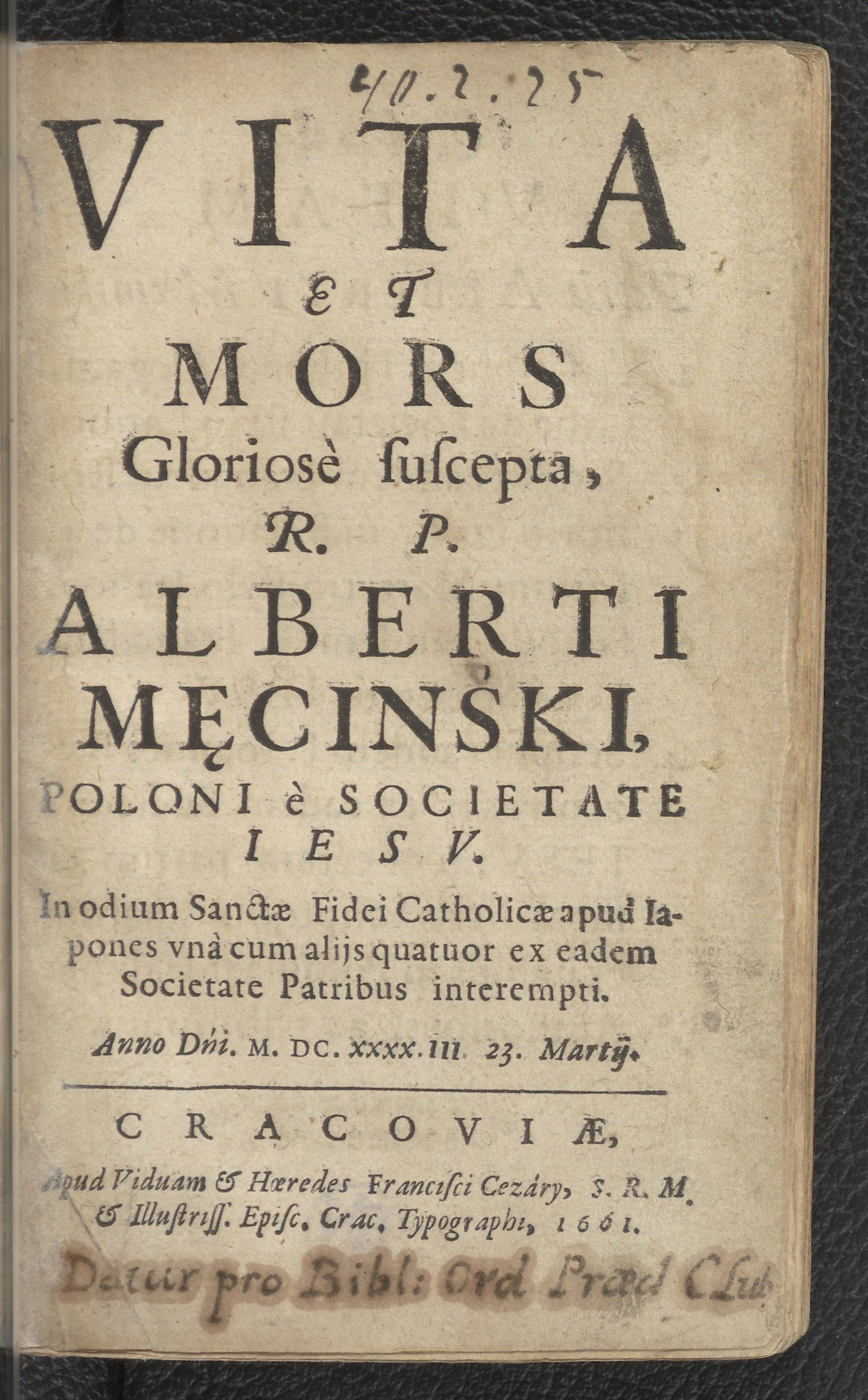
La page de couverture d'un texte sur la vie d'un missionnaire polonais qui mentionne l'expression «in odium sanctae fidei catholicae»

In odium fidei est une expression latine qui peut se traduire par « en haine de la foi ». Il s'agit en l'occurrence de la foi catholique.
Cette locution est utilisée par l'Église catholique pour désigner l'un des motifs retenus pour une éventuelle béatification quand l'un de ses fidèles, qu'il soit clerc ou laïc, a été assassiné par un non-catholique en raison de sa religion.

## AuXXesiècle
Le bienheureux Carl Lampert, prêtre et résistant autrichien, a été guillotiné par les nazis in odium fidei en 1944, déclaré bienheureux le 13 novembre 2011.
Le serviteur de Dieu Louis Leroy (missionnaire) (OMI) a été assassiné in odium fidei en 1961 au Laos pendant la même période que quatorze autres martyrs, dont René Dubroux (M.E.P.), mort en 1959, et Mario Borzaga (OMI), mort en 1960. La cérémonie de béatification est prévue pour le 11 décembre 2016.
Les serviteurs de Dieu Lucien Galan (M.E.P.) et Thomas Khampheuane Inthirath ont été assassinés in odium fidei en 1968 au Laos.
Les bienheureux Zbigniew Strzałkowski et Michal Tomaszek, deux franciscains polonais, ainsi que le bienheureux Alessandro Dordi, prêtre italien, ont été assassinés in odium fidei en 1991 au Pérou.
Jean Chevillard Père blanc en Algérie, en 1994.

## AuXXIesiècle
Le 26 juillet 2016, lors de l'attentat de l'église de Saint-Étienne-du-Rouvray, le père Jacques Hamel, âgé de 85 ans, meurt égorgé par des terroristes alors qu'il célébrait la messe. Le lendemain, Anthony Fisher, archevêque de Sydney et membre de la Congrégation pour la doctrine de la foi, déclare dans son homélie que Jacques Hamel a été tué in odium fidei. Le 28 juillet, le cardinal Seán O'Malley, membre du C9 du pape François, estime que cet assassinat pourrait « répondre aux critères du martyre » s'il a eu lieu « en haine de la foi ». Radio Vatican poursuit : « Or [la mort] du prêtre normand, tué en plein exercice de son ministère sacerdotal, correspond à cette condition. [...] Il appartiendra aux responsables de l'Église de France, et particulièrement du diocèse de Rouen, de réfléchir à une éventuelle procédure en béatification pour le père Jacques. » Cette procédure est officiellement enclenchée le Jeudi saint 13 avril 2017 avec l'ouverture de l'enquête diocésaine par Dominique Lebrun, archevêque de Rouen.